# إبراهيم أمادا
إبراهيم صمويل أمادا (بالفرنسية: Ibrahim Amada) (28 فبراير 1990 بمدغشقر - ) هو لاعب كرة قدم مدغشقري في مركز الوسط يلعب في منتخب مدغشقر.
لعب سابقاً في قطر في نادي الخور ونادي المرخية ونادي القادسية.

## وصلات خارجية
- إبراهيم أمادا على موقع الاتحاد الدولي (مؤرشف)  (الإنجليزية)
- إبراهيم أمادا على موقع قاعدة بيانات كرة القدم.إي يو (الإنجليزية)
- إبراهيم أمادا على موقع ناشيونال فوتبول تيمز (الإنجليزية)
- إبراهيم أمادا على موقع Soccerway.com (الإنجليزية)
- إبراهيم أمادا على موقع عالم كرة القدم.نت (الإنجليزية)